# 上山黎哉
上山 黎哉（うえやま れいや、1999年9月28日 - ）は、ジャパンラグビーリーグワン花園近鉄ライナーズに所属するラグビー選手。

## プロフィール
- 大阪府出身[1]。
- ポジションはフランカー(FL)。
- 身長 175 cm、体重 96 kg

## 略歴
2018年、大阪桐蔭高校卒業後、帝京大学に入学。なお大阪桐蔭高校時代、高校日本代表に選ばれたことがある。
2021年、帝京大学ラグビー部の副将に就任。
2022年、帝京大学卒業後、近鉄ライナーズ(現・花園近鉄ライナーズ)に加入。同年4月10日に行われたJAPAN RUGBY LEAGUE ONE第10節日本製鉄釜石シーウェイブス戦にて途中出場で公式戦初出場を果たした。
2024年、バーンサイドRFCに加入。